# Nicholas Baptiste
Nicholas „Nick“ Baptiste (* 4. August 1995 in Ottawa, Ontario) ist ein kanadischer Eishockeyspieler, der zuletzt bis zum Ende der Saison 2024/25 bei den Augsburger Panthern aus der Deutschen Eishockey Liga (DEL) unter Vertrag gestanden und dort auf der Position des rechten Flügelstürmers gespielt hat. Zuvor bestritt Baptiste unter anderem 47 Spiele für die Buffalo Sabres in der National Hockey League (NHL), die ihn im NHL Entry Draft 2013 in der dritten Runde ausgewählt hatten.

## Karriere

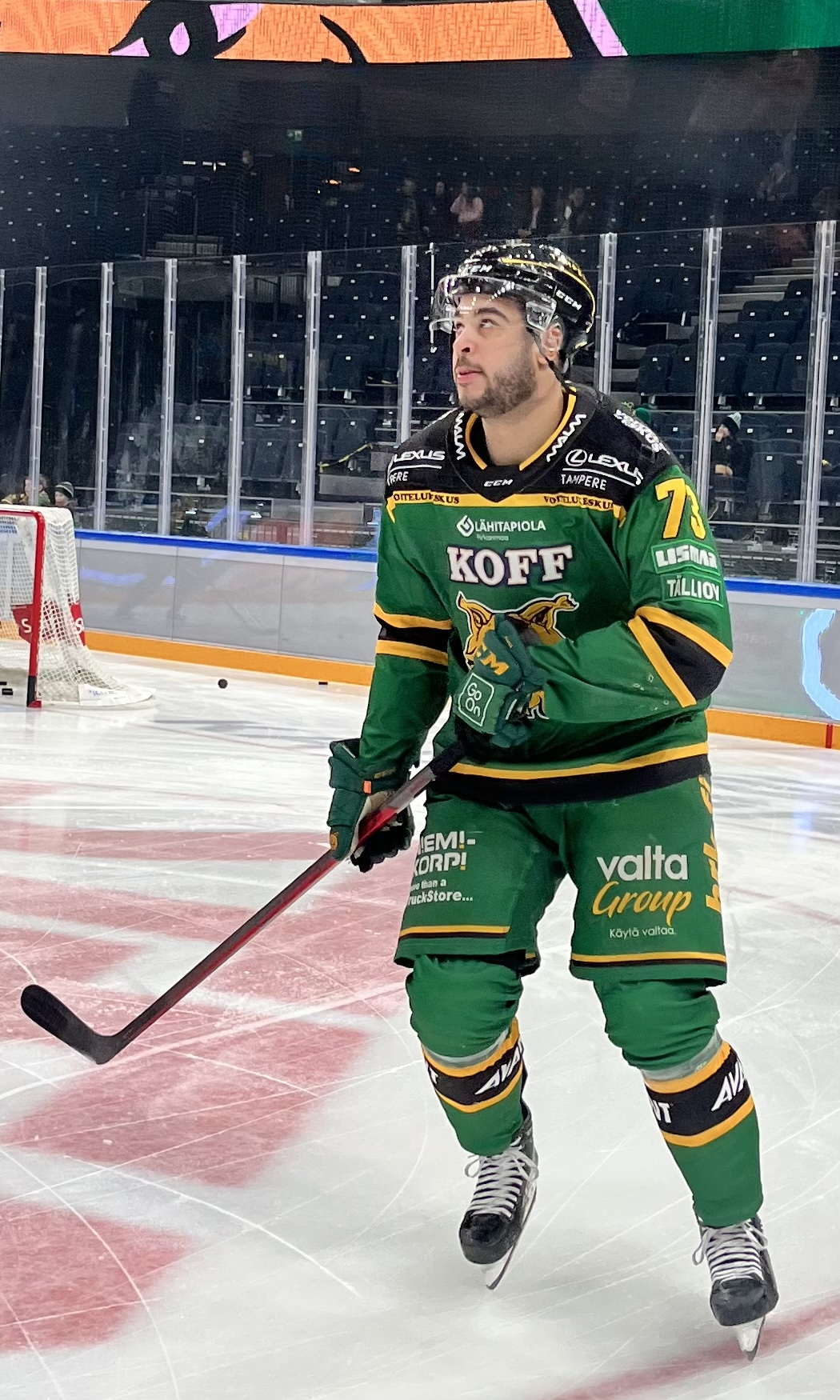
Baptiste im Trikot von Tampereen Ilves (2022)

Baptiste verbrachte seine Juniorenkarriere mit Beginn der Saison 2011/12 bei den Sudbury Wolves in der Ontario Hockey League (OHL). Dort war er bis zum November 2014 aktiv und wurde während dieser Zeit am Ende der Spielzeit 2013/14 ins Third All-Star Team der Liga berufen. Zudem wurde er im NHL Entry Draft 2013 in der dritten Runde an 69. Stelle von den Buffalo Sabres aus der National Hockey League (NHL) ausgewählt. Im Verlauf seines letzten Spieljahres im Juniorenlager wurde der Stürmer von den Sabres im Mai 2014 unter Vertrag genommen. Vor einem Wechsel in den Profibereich wechselte er im November 2014 aber zunächst innerhalb der OHL zu den Erie Otters, die durch seine Verpflichtung zu den Meisterschaftsanwärtern avancierten. Die Otters unterlagen in der Finalserie aber den Oshawa Generals.
Mit Beginn der Saison 2015/16 kam Baptiste bei den Rochester Americans in der American Hockey League (AHL) zum Einsatz, die in Kooperation mit den Buffalo Sabres standen. Kurz nach Beginn der Saison 2016/17 feierte er schließlich sein NHL-Debüt für Buffalo. Im Oktober 2018 gaben ihn die Sabres allerdings an die Nashville Predators ab und erhielten im Gegenzug Jack Dougherty. Im Franchise der Predators kam der Angreifer im Verlauf der Saison 2018/19 ausschließlich im Farmteam bei den Milwaukee Admirals zu Einsätzen. Im Februar 2019 wurde er erneut Teil eines Transfergeschäfts, als er an die Toronto Maple Leafs abgegeben wurde. Diese setzten ihn bis zum Saisonende ausschließlich bei den Marlies in der AHL ein, ehe er dort im August 2019 einen auf die AHL beschränkten Vertrag unterzeichnete. Im Februar 2020 gaben ihn die Marlies innerhalb der Liga an die Belleville Senators ab und erhielten im Gegenzug Miles Gendron. Dort beendete er die Saison und unterzeichnete anschließend im Januar 2021 einen Vertrag bei den Texas Stars. Dort war er bis zum Saisonende tätig.
Zur Saison 2021/22 wechselte der Kanadier nach Europa und verbrachte die Spielzeit bei Tampereen Ilves aus der finnischen Liiga. Mit dem Traditionsklub beendete er die Saison auf dem dritten Rang. Anschließend schloss sich Baptiste im Juli 2022 für eine Saison den Kölner Haien aus der Deutschen Eishockey Liga (DEL) an, ehe er wieder nach Finnland zurückkehrte. Dort heuerte er im Juni 2023 bei Tappara an, mit dem er im Frühjahr 2024 die finnische Meisterschaft gewann. Zur Saison 2024/25 wechselte Baptiste zum HK Witjas aus der Kontinentalen Hockey-Liga (KHL). Nach nur elf Einsätzen wurde der Vertrag zwischen beiden Parteien aber bereits wieder Ende Oktober 2024 aufgelöst und der Kanadier schloss sich Mitte Dezember desselben Jahres den Augsburger Panthern aus der DEL an.

### International
Baptiste vertrat sein Heimatland bei der World U-17 Hockey Challenge 2012, die er mit dem Team Canada Ontario auf dem Bronzerang beendete, und der U18-Weltmeisterschaft 2013 im russischen Sotschi. Dort errang er mit den Kanadiern die Goldmedaille. Dazu steuerte er in sieben Turnierspielen acht Scorerpunkte bei und war damit hinter Connor McDavid zweitbester Punktesammler des Weltmeisterteams.

## Erfolge und Auszeichnungen
- 2012 Bronzemedaille bei der World U-17 Hockey Challenge
- 2013 Goldmedaille bei der U18-Weltmeisterschaft
- 2014 OHL Third All-Star Team
- 2024 Finnischer Meister mit Tappara

## Karrierestatistik
Stand: Ende der Saison 2024/25

### International
Vertrat Kanada bei:
- World U-17 Hockey Challenge 2012
- U18-Weltmeisterschaft 2013

(Legende zur Spielerstatistik: Sp oder GP = absolvierte Spiele; T oder G = erzielte Tore; V oder A = erzielte Assists; Pkt oder Pts = erzielte Scorerpunkte; SM oder PIM = erhaltene Strafminuten; +/− = Plus/Minus-Bilanz; PP = erzielte Überzahltore; SH = erzielte Unterzahltore; GW = erzielte Siegtore; 1 Play-downs/Relegation; Kursiv: Statistik nicht vollständig)